# HD152308
HD152308 — хімічно пекулярна зоря спектрального класу
A0 й має  видиму зоряну величину в смузі V приблизно  6,5.
Вона  розташована на відстані близько 452,4 світлових років від Сонця.

## Фізичні характеристики
Зоря HD152308 обертається 
досить швидко 
навколо своєї осі. Проєкція її екваторіальної швидкості на промінь зору становить  Vsin(i)=107км/сек.
Телескоп Гіппаркос зареєстрував  фотометричну змінність  даної зорі з періодом    0,94 доби в межах від  Hmin= 6,53 до  Hmax= 6,49.

## Пекулярний хімічний склад
Зоряна атмосфера HD152308 має підвищений вміст 
Cr
.